# Tri-Cities Blackhawks 1947-1948
La stagione 1947-1948 dei Tri-Cities Blackhawks fu la seconda nella storia della franchigia.
I Blackhawks disputarono la NBL, chiudendo secondi in stagione regolare in Western Division con un record di 30-30, qualificandosi per i play-off. Passarono il primo turno ai danni degli Indianapolis Kautskys (3-1), ma vennero sconfitti in semifinale dai Minneapolis Lakers (2-0), futuri campioni.

## Roster
|  | Naz.                   | Ruolo | Sportivo         | Anno | Alt. | Peso |  |
|  | ---------------------- | ----- | ---------------- | ---- | ---- | ---- |  |
|  | Stati Uniti (bandiera) | C     | Don Otten        | 1921 | 208  | 109  |  |
|  | Stati Uniti (bandiera) | GA    | Whitey Von Nieda | 1922 | 185  | 77   |  |
|  | Stati Uniti (bandiera) | G     | Billy Hassett    | 1921 | 180  | 82   |  |
|  | Stati Uniti (bandiera) | G     | Bobby McDermott  | 1914 | 180  | 82   |  |
|  | Stati Uniti (bandiera) | AC    | Joe Camic        | 1922 | 193  | 88   |  |
|  | Stati Uniti (bandiera) | AC    | Ed Lewinski      | 1918 | 193  | 95   |  |
|  | Stati Uniti (bandiera) | GA    | Howie Rader      | 1921 | 185  | 86   |  |
|  | Stati Uniti (bandiera) | G     | Mel Thurston     | 1919 | 183  | 79   |  |
|  | Stati Uniti (bandiera) | GA    | Luther Harris    | 1923 | 191  | 88   |  |
|  | Stati Uniti (bandiera) | AC    | Bob Hubbard      | 1922 | 198  | 98   |  |
|  | Stati Uniti (bandiera) | GA    | Dick Triptow     | 1922 | 183  | 77   |  |
|  | Stati Uniti (bandiera) | GA    | Roy Hurley       | 1922 | 188  | 77   |  |
|  | Stati Uniti (bandiera) | AC    | Wally Borrevik   | 1921 | 201  | 93   |  |
|  | Stati Uniti (bandiera) | GA    | Johnny Ezersky   | 1922 | 191  | 79   |  |
|  | Stati Uniti (bandiera) | GA    | Bob Skarda       | 1925 | 191  | 86   |  |
|  | Stati Uniti (bandiera) | AC    | Bob Gerber       | 1916 | 193  | 99   |  |
|  | Stati Uniti (bandiera) | GA    | Al Grenert       | 1919 | 183  | 86   |  |
|  | Stati Uniti (bandiera) | GA    | Nat Hickey       | 1902 | 180  | 82   |  |
|  | Stati Uniti (bandiera) | GA    | Dick Furey       | 1925 | 191  | 88   |  |
|  | Stati Uniti (bandiera) | A     | Jimmy Joyce      | 1924 | 196  | 88   |  |
|  | Stati Uniti (bandiera) | GA    | Ray Ramsey       | 1921 | 188  | 75   |  |
|  | Stati Uniti (bandiera) | AC    | Paul Anthony     | 1924 | 196  | 88   |  |

## Staff tecnico
- Allenatori: Nat Hickey (8-12), Bobby McDermott (22-18)